# Hubbard (Nebraska)
Hubbard è un comune degli Stati Uniti d'America, situato nello Stato del Nebraska, nella contea di Dakota.